# Шена
Шѐна (на италиански: Scena; на немски: Schenna) е град и община в северна Италия, провинция Южен Тирол, регион Трентино-Южен Тирол. Разположен е на 600 m надморска височина. Населението на града е 2838 души (към 28 февруари 2010).

## Език
Официални общински езици са и италианският и немският. Най-голямата част от населението говори немски. В общината се говори и ладинският език
| %     | Роден език      |
| 97,31 | Италиански език |
| 2,49  | Немски език     |
| 0,20  | Ладински език   |